# Bomarion signatipenne
Bomarion signatipenne là một loài bọ cánh cứng trong họ Cerambycidae.